# Rabdophaga americana
Rabdophaga americana är en tvåvingeart som först beskrevs av Ephraim Porter Felt 1908.  Rabdophaga americana ingår i släktet Rabdophaga och familjen gallmyggor.
Artens utbredningsområde är Connecticut. Inga underarter finns listade i Catalogue of Life.